# Под песком
«Под песком» (фр. Sous le sable) — драма режиссёра Франсуа Озона, вышедшая на экраны в 2000 году. Картина была впервые представлена публике на кинофестивале в Торонто 11 сентября 2000 года. В кинотеатрах начался показ фильма с февраля 2001 года. Фильм был представлен на 7 наград различных кинопремий (в частности на премию «Сезар»), но не завоевал ни одной.

## Сюжет
Во время отдыха на юго-западе Франции на море отправившись купаться, исчезает Жан Дрийон. Был ли это несчастный случай, покончил ли он жизнь самоубийством или просто решил исчезнуть, неизвестно. Его супруга, Мари Дрийон, англичанка, преподавательница в университете, не хочет смириться с мыслью, что её мужа, с которым они прожили в браке более 25 лет, больше нет, и продолжает как прежде думать о нём, как о живом, готовить ему завтрак, покупать галстуки, целовать перед сном. И её новый знакомый, Венсан, для неё всего лишь воплощение её пропавшего мужа. Среди вещей Жана в его кабинете Мари однажды обнаруживает рецепт на успокоительное средство. Она сознаёт, что у него была депрессия, и, возможно, он добровольно ушёл из жизни. Но она продолжает верить, что Жан жив, даже когда полиция находит тело утопленника.

## В ролях
| Актёр             | Роль        |
| ----------------- | ----------- |
| Шарлотта Рэмплинг | Мари Дрийон |
| Бруно Кремер      | Жан Дрийон  |
| Жак Ноло          | Венсан      |
| Александра Стюарт | Аманда      |
| Пьер Вернье       | Жерар       |
| Анлре Тенси       | Сюзанна     |

## Награды и номинации
- 2000 — участие в основном конкурсе кинофестиваля в Сан-Себастьяне.
- 2001 — три номинации на премию Европейской киноакадемии: лучший режиссёр (Франсуа Озон), лучшая актриса (Шарлотта Рэмплинг), лучшая актриса по мнению зрителей (Шарлотта Рэмплинг).
- 2002 — три номинации на премию «Сезар»: лучший фильм (Франсуа Озон), лучший режиссёр (Франсуа Озон), лучшая актриса (Шарлотта Рэмплинг).